# Os Machões
Os Machões é um filme brasileiro de 1972, gênero comédia, dirigido por Reginaldo Faria, com roteiro dele e de Bráulio Pedroso.

## Prêmios e indicações
Por seu trabalho neste filme, o compositor e cantor Erasmo Carlos foi vencedor do Troféu APCA como melhor coadjuvante masculino.

## Elenco
- Reginaldo Faria .... Didi
- Erasmo Carlos .... Teleco
- Flávio Migliaccio .... Chuca
- Mário Benvenutti .... Danúbio
- Neuza Amaral .... Madame Ribeiro
- Suzy Arruda .... Maria
- Carlos Alberto de Souza Barros
- Rose di Primo
- Kate Hansen .... Ana
- Danton Jardim .... Carlão
- Monique Lafond
- Arthur Maia
- Elke Maravilha
- Pietro Mário
- Tânia Scher .... Dulce
- Apolônio
- Iara Stein
- Renato Triler
- Vilma Vermon
- Shulamith Yaari
- Sílvia Cadaval
- Regina Célia
- Nazareth Cirino
- Valentina Godoy
- Márcio Hathay .... Denis / Denise
- Thaís Marques
- Pichin Plá
- Maria do Roccio
- Levi Salgado

## Recepção
Rodrigo de Oliveira em sua crítica para o Papo de cinema escreveu: "Lançado em 1972, Os Machões é mais um de tantos exemplares da pornochanchada que, quando colocados sob a ótica atual, são difíceis de apreciar. Naquela época, não existiam muitos problemas em apresentar mulheres como objetos ou diminuir homossexuais por sua sexualidade, dois pontos cruciais no roteiro deste longa-metragem dirigido e estrelado por Reginaldo Faria. Claro que crucificá-lo por ser um retrato da época seria injusto, visto que estamos falando de uma obra que representa corretamente aquele período. No entanto, ter isso em mente não deixa o filme mais prazeroso de se assistir automaticamente. (...) Mesmo sendo um produto legítimo do nosso cinema brasileiro, Os Machões bebe na fonte e antecipa alguns tópicos vistos na Nova Hollywood, movimento iniciado em 1967. (...) Tendo envelhecido mal, (...) acaba sendo um retrato de época importante, mas de difícil fruição nos dias atuais, principalmente pela sua temática. Felizmente, para cada momento de gosto duvidoso, ainda temos boas atuações e a música certeira [na trilha sonora]."